# Бен Бова
Бен Бова (на английски: Ben Bova) е американски писател, журналист и редактор.

## Биография и творчество
Бен Бова е роден във Филаделфия, щат Пенсилвания, и завършва университета Темпъл. Дълго работи като журналист и редактор. През 1971 г. става приемник на Джон Кемпбъл като редактор на списанието за научна фантастика Analog. Заема този пост в продължение на 8 години като за добрата си работа шест пъти е награждаван с Награда Хюго за най-добър редактор.
Неговият първи роман, „Звездни завоеватели“, е публикуван през 1959 г. Следват десетки негови романи и сборници с разкази. Най-популярните му произведения са „Сага за Кингман“ и поредиците „Частници“ и „Пътешественици“.
Бен Бова е бил президент на Асоциацията на научнофантастичните писатели в Америка за периода от 1990 до 1992.
Бова е атеист и се отнася критично към това, което смята за безспорна природа на религията. През 2012 г. публикува статия, в която твърди, че атеистите могат да бъдат също толкова морални, колкото и религиозните вярващи.
Умира от пневмония, свързана с COVID-19, и инсулт на 29 ноември 2020 г., на 88-годишна възраст.